# Mateja Čalušić
Mateja Čalušić, slovenska političarka, * 5. september 1987, Koper.
Od leta 2022 do 2023 je bila poslanka v Državnem zboru Republike Slovenije. Je aktualna ministrica za kmetijstvo, gozdarstvo in prehrano.

## Izobrazba
Diplomirala je leta 2012 na Biotehniški fakulteti v Ljubljani, in sicer na Oddelku za agronomijo z nalogo Pridelek oljke (Olea europaea L.) sorte 'Istrska belica' na cepljenih sadikah in na lastnih koreninah. Leta 2013 se je na isti fakulteti usposabljala še kot Svetovalka za fitofarmacevtska sredstva, leta 2019 pa opravila tečaj sommelierja prve stopnje.

## Kariera
Od leta 2015 do 2022 je bila administratorka in vodja lokala, med leti 2017 in 2022 pa je delala tudi kot Svetovalka za fitofarmacevtska sredstva.

### Politika
Na državnozborskih volitvah 2022 je bila na listi Gibanja Svoboda izvoljena za poslanko v Državnem zboru Republike Slovenije. V matičnem volilnem okraju Koper 2 je prejela 7.466 oz. 43,32 % glasov.
4. januarja 2024 jo je predsednik vlade Robert Golob predlagal za novo ministrico za kmetijstvo, gozdarstvo in prehrano. Dobila je podporo na matičnem odboru, 12. januarja 2024 pa prisegla v Državnem zboru.